# Loïc Badé
Loïc Badé (Sèvres, 11 aprile 2000) è un calciatore francese, difensore del Bayer Leverkusen e della nazionale francese.

## Biografia
Nato a Sèvres, ha origini ivoriane e nigeriane.

## Caratteristiche tecniche
Difensore centrale moderno, dotato di una grande forza fisica abbinata a un'eccellente tecnica individuale. Forte nel gioco aereo, per questo motivo risulta efficace sia nei duelli aerei che anche negli inserimenti su palla inattiva, a livello tecnico si occupa spesso di impostare l'azione dalle retrovie ma non è raro vederlo anche in uscite palla al piede grazie anche alla sua velocità.

## Carriera

### Club
Ha iniziato la sua carriera nel Boulogne-Billancourt per poi passare nel 2014 al Paris FC dove ha trascorso il biennio 2015-2017. Successivamente è entrato a far parte delle giovanili del Le Havre, dove nella primavera del 2018 è stato promosso nella seconda squadra con cui ha esordito disputando l'incontro di Championnat de France amateur vinto 2-1 contro il Lorient 2. Divenuto titolare a partire dalla stagione seguente, nel dicembre 2019 è stato promosso in prima squadra dal tecnico Paul Le Guen ed il 10 gennaio seguente ha esordito in Ligue 2 disputando da titolare l'incontro vinto 1-0 contro il Niort.
Il 30 giugno 2020 è stato acquistato a titolo definitivo dal Lens, con cui ha firmato un contratto triennale.
Il 5 luglio 2021 viene acquistato dal Rennes per 16 milioni e mezzo di euro, con cui firma un quinquennale.
Il 1º settembre 2022 viene acquistato a titolo temporaneo dal Nottingham Forest. Dopo non avere trovato spazio tra le file degli inglesi, nel dicembre dello stesso anno fa ritorno al Rennes e, il 1º gennaio 2023, viene ceduto nuovamente in prestito, stavolta al Siviglia.
A fine stagione, conclusa con la vittoria dell'Europa League da parte degli andalusi (e in cui lui ha segnato nel successo per 3-0 ai quarti contro il Manchester Utd), viene riscattato dal club iberico.

### Nazionale
Il 1º settembre 2024 viene convocato per la prima volta in nazionale maggiore in sostituzione dell'infortunato Wesley Fofana. Esordisce con la massima selezione francese l'8 giugno 2025 nel successo per 0-2 nella finale terzo posto di Nations League contro la Germania.

## Statistiche

### Presenze e reti nei club
Statistiche aggiornate al 5 luglio 2024.
| Stagione          | Squadra           | Campionato        | Campionato | Campionato | Coppe nazionali | Coppe nazionali | Coppe nazionali | Coppe continentali | Coppe continentali | Coppe continentali | Altre coppe | Altre coppe | Altre coppe | Totale | Totale | Totale |
| Stagione          | Squadra           | Comp              | Pres       | Reti       | Comp            | Pres            | Reti            | Comp               | Pres               | Reti               | Comp        | Pres        | Reti        | Pres   | Reti   |        |
| ----------------- | ----------------- | ----------------- | ---------- | ---------- | --------------- | --------------- | --------------- | ------------------ | ------------------ | ------------------ | ----------- | ----------- | ----------- | ------ | ------ | ------ |
| 2017-2018         | Le Havre 2        | N2                | 3          | 0          | -               | -               | -               | -                  | -                  | -                  | -           | -           | -           | 3      | 0      |        |
| 2018-2019         | Le Havre 2        | N2                | 17         | 0          | -               | -               | -               | -                  | -                  | -                  | -           | -           | -           | 17     | 0      |        |
| 2019-2020         | Le Havre 2        | N2                | 10         | 3          | -               | -               | -               | -                  | -                  | -                  | -           | -           | -           | 10     | 3      |        |
| Totale Le Havre 2 | Totale Le Havre 2 | Totale Le Havre 2 | 30         | 3          |                 | -               | -               |                    | -                  | -                  |             | -           | -           | 30     | 3      |        |
| 2019-2020         | Le Havre          | L2                | 7          | 0          | CF+CdL          | 0               | 0               | -                  | -                  | -                  | -           | -           | -           | 7      | 0      |        |
| 2020-2021         | Lens              | L1                | 31         | 0          | CF              | 2               | 0               | -                  | -                  | -                  | -           | -           | -           | 33     | 0      |        |
| 2021-2022         | Rennes            | L1                | 14         | 0          | CF              | 2               | 0               | UECL               | 5                  | 1                  | -           | -           | -           | 21     | 1      |        |
| ago. 2022         | Rennes            | L1                | 1          | 0          | CF              | -               | -               | -                  | -                  | -                  | -           | -           | -           | 1      | 0      |        |
| Totale Rennes     | Totale Rennes     | Totale Rennes     | 15         | 0          |                 | 2               | 0               |                    | 5                  | 1                  |             | -           | -           | 22     | 1      |        |
| set.-dic. 2022    | Nottingham Forest | PL                | 0          | 0          | FACup+CdL       | 0               | 0               | -                  | -                  | -                  | -           | -           | -           | 0      | 0      |        |
| gen.-giu. 2023    | Siviglia          | PD                | 19         | 1          | CR              | 2               | 0               | UEL                | 6                  | 1                  | -           | -           | -           | 27     | 2      |        |
| 2023-2024         | Siviglia          | PD                | 28         | 0          | CR              | 2               | 0               | UCL                | 2                  | 0                  | SU          | 1           | 0           | 33     | 0      |        |
| 2024-2025         | Siviglia          | PD                | 23         | 1          | CR              | 1               | 0               | -                  | -                  | -                  | -           | -           | -           | 24     | 1      |        |
| Totale Siviglia   | Totale Siviglia   | Totale Siviglia   | 70         | 2          |                 | 5               | 0               |                    | 8                  | 1                  |             | 1           | 0           | 84     | 3      |        |
| Totale carriera   | Totale carriera   | Totale carriera   | 153        | 5          |                 | 9               | 0               |                    | 13                 | 2                  |             | 1           | 0           | 176    | 7      |        |

### Cronologia presenze e reti in nazionale
| Cronologia completa delle presenze e delle reti in nazionale ― Francia | Cronologia completa delle presenze e delle reti in nazionale ― Francia | Cronologia completa delle presenze e delle reti in nazionale ― Francia | Cronologia completa delle presenze e delle reti in nazionale ― Francia | Cronologia completa delle presenze e delle reti in nazionale ― Francia | Cronologia completa delle presenze e delle reti in nazionale ― Francia | Cronologia completa delle presenze e delle reti in nazionale ― Francia | Cronologia completa delle presenze e delle reti in nazionale ― Francia |
| Data                                                                   | Città                                                                  | In casa                                                                | Risultato                                                              | Ospiti                                                                 | Competizione                                                           | Reti                                                                   | Note                                                                   |
| ---------------------------------------------------------------------- | ---------------------------------------------------------------------- | ---------------------------------------------------------------------- | ---------------------------------------------------------------------- | ---------------------------------------------------------------------- | ---------------------------------------------------------------------- | ---------------------------------------------------------------------- | ---------------------------------------------------------------------- |
| 8-6-2025                                                               | Stoccarda                                                              | Germania                                                               | 0 – 2                                                                  | Francia                                                                | UEFA Nations League 2024-2025 - Finale 3º posto                        | -                                                                      |                                                                        |
| Totale                                                                 |                                                                        | Presenze                                                               | 1                                                                      |                                                                        | Reti                                                                   | 0                                                                      |                                                                        |

| Cronologia completa delle presenze e delle reti in nazionale ― Francia olimpica | Cronologia completa delle presenze e delle reti in nazionale ― Francia olimpica | Cronologia completa delle presenze e delle reti in nazionale ― Francia olimpica | Cronologia completa delle presenze e delle reti in nazionale ― Francia olimpica | Cronologia completa delle presenze e delle reti in nazionale ― Francia olimpica | Cronologia completa delle presenze e delle reti in nazionale ― Francia olimpica | Cronologia completa delle presenze e delle reti in nazionale ― Francia olimpica | Cronologia completa delle presenze e delle reti in nazionale ― Francia olimpica |
| Data                                                                            | Città                                                                           | In casa                                                                         | Risultato                                                                       | Ospiti                                                                          | Competizione                                                                    | Reti                                                                            | Note                                                                            |
| ------------------------------------------------------------------------------- | ------------------------------------------------------------------------------- | ------------------------------------------------------------------------------- | ------------------------------------------------------------------------------- | ------------------------------------------------------------------------------- | ------------------------------------------------------------------------------- | ------------------------------------------------------------------------------- | ------------------------------------------------------------------------------- |
| 24-7-2024                                                                       | Marsiglia                                                                       | Francia olimpica                                                                | 3 – 0                                                                           | Stati Uniti olimpica                                                            | Olimpiadi 2024 - 1º turno                                                       | 1                                                                               |                                                                                 |
| 27-7-2024                                                                       | Nizza                                                                           | Francia olimpica                                                                | 1 – 0                                                                           | Guinea olimpica                                                                 | Olimpiadi 2024 - 1º turno                                                       | -                                                                               | 45’                                                                             |
| 30-7-2024                                                                       | Marsiglia                                                                       | Nuova Zelanda olimpica                                                          | 0 – 3                                                                           | Francia olimpica                                                                | Olimpiadi 2024 - 1º turno                                                       | -                                                                               | 78’                                                                             |
| 2-8-2024                                                                        | Bordeaux                                                                        | Francia olimpica                                                                | 1 – 0                                                                           | Argentina olimpica                                                              | Olimpiadi 2024 - Quarti di finale                                               | -                                                                               |                                                                                 |
| 5-8-2024                                                                        | Lione                                                                           | Francia olimpica                                                                | 3 – 1 dts                                                                       | Egitto olimpica                                                                 | Olimpiadi 2024 - Semifinale                                                     | -                                                                               | 89’                                                                             |
| 9-8-2024                                                                        | Parigi                                                                          | Francia olimpica                                                                | 3 – 5 dts                                                                       | Spagna olimpica                                                                 | Olimpiadi 2024 - Finale                                                         | -                                                                               | 45’                                                                             |
| Totale                                                                          |                                                                                 | Presenze                                                                        | 6                                                                               |                                                                                 | Reti                                                                            | 1                                                                               |                                                                                 |

| Cronologia completa delle presenze e delle reti in nazionale ― Francia under 21 | Cronologia completa delle presenze e delle reti in nazionale ― Francia under 21 | Cronologia completa delle presenze e delle reti in nazionale ― Francia under 21 | Cronologia completa delle presenze e delle reti in nazionale ― Francia under 21 | Cronologia completa delle presenze e delle reti in nazionale ― Francia under 21 | Cronologia completa delle presenze e delle reti in nazionale ― Francia under 21 | Cronologia completa delle presenze e delle reti in nazionale ― Francia under 21 | Cronologia completa delle presenze e delle reti in nazionale ― Francia under 21 |
| Data                                                                            | Città                                                                           | In casa                                                                         | Risultato                                                                       | Ospiti                                                                          | Competizione                                                                    | Reti                                                                            | Note                                                                            |
| ------------------------------------------------------------------------------- | ------------------------------------------------------------------------------- | ------------------------------------------------------------------------------- | ------------------------------------------------------------------------------- | ------------------------------------------------------------------------------- | ------------------------------------------------------------------------------- | ------------------------------------------------------------------------------- | ------------------------------------------------------------------------------- |
| 6-9-2021                                                                        | Tórshavn                                                                        | Fær Øer under 21                                                                | 1 – 1                                                                           | Francia under 21                                                                | Qual. Europeo Under-21 2023                                                     | -                                                                               |                                                                                 |
| 8-10-2021                                                                       | Brest                                                                           | Francia under 21                                                                | 5 – 0                                                                           | Ucraina under 21                                                                | Qual. Europeo Under-21 2023                                                     | -                                                                               | 58’                                                                             |
| 11-11-2021                                                                      | Grenoble                                                                        | Francia under 21                                                                | 7 – 0                                                                           | Armenia under 21                                                                | Qual. Europeo Under-21 2023                                                     | -                                                                               | 74’                                                                             |
| 16-6-2023                                                                       | Grenoble                                                                        | Francia under 21                                                                | 1 – 0                                                                           | Messico under 21                                                                | Amichevole                                                                      | -                                                                               |                                                                                 |
| 22-6-2023                                                                       | Cluj-Napoca                                                                     | Francia under 21                                                                | 2 – 1                                                                           | Italia under 21                                                                 | Europeo Under-21 2023 - 1º turno                                                | -                                                                               | 83’                                                                             |
| 28-6-2023                                                                       | Cluj-Napoca                                                                     | Svizzera under 21                                                               | 1 – 4                                                                           | Francia under 21                                                                | Europeo Under-21 2023 - 1º turno                                                | -                                                                               |                                                                                 |
| Totale                                                                          |                                                                                 | Presenze                                                                        | 6                                                                               |                                                                                 | Reti                                                                            | 0                                                                               |                                                                                 |

## Palmarès

### Club

#### Competizioni internazionali
- UEFA Europa League: 1

Siviglia: 2022-2023
Nazionale
- Argento olimpico: 1

2024